# Pardachirus
Pardachirus es un género de pez de la familia Soleidae en el orden de los Pleuronectiformes. Es nativo de aguas costeras de los océanos Índico y Pacífico.

## Especies
Se reconocen las siguientes especies:
- Pardachirus balius (J. E. Randall & Mee, 1994)
- Pardachirus hedleyi (J. D. Ogilby, 1916)
- Pardachirus marmoratus (Lacépède, 1802)
- Pardachirus morrowi (Chabanaud, 1954)
- Pardachirus pavoninus (Lacépède, 1802)
- Pardachirus poropterus (Bleeker, 1851)